# Litobratřice
Litobratřice (in tedesco Leipertitz) è un comune della Repubblica Ceca facente parte del distretto di Znojmo, in Moravia Meridionale.